# Lista över avsnitt av Liv och Maddie
Detta är en lista över avsnitt av den amerikanska situationskomediserien Liv och Maddie.

## Lista

### Säsong 1 (2013–14)
| Avsnitt totalt | Titel                     | Regissör     | Manusförfattare                        | Sändningsdatum i USA | Sändningsdatum i Sverige | Antal tittare (miljoner) |
| -------------- | ------------------------- | ------------ | -------------------------------------- | -------------------- | ------------------------ | ------------------------ |
| 1              | "Twin-A-Rooney"           | Andy Fickman | John D. Beck och Ron Hart              | 19 juli 2013         |                          | 5.8                      |
| 2              | "Team-A-Rooney"           | Andy Fickman | John D. Beck och Ron Hart              | 15 september 2013    |                          | 3.6                      |
| 3              | "Sleep-A-Rooney"          | Andy Fickman | John Peaslee                           | 22 september 2013    |                          | 3.0                      |
| 4              | "Steal-A-Rooney"          | Andy Fickman | John D. Beck och Ron Hart              | 29 september 2013    |                          | 2.9                      |
| 5              | "Kang-A-Rooney"           | Andy Fickman | David Monahan                          | 6 oktober 2013       |                          | 3.2                      |
| 6              | "Skate-A-Rooney"          | Andy Fickman | John D. Beck och Ron Hart              | 13 oktober 2013      |                          | 2.9                      |
| 7              | "Dodge-A-Rooney"          | Andy Fickman | Heather MacGillvray och Linda Mathious | 3 november 2013      |                          | 3.3                      |
| 8              | "Brain-A-Rooney"          | Andy Fickman | Linda Mathious och Heather MacGillvray | 10 november 2013     |                          | 3.0                      |
| 9              | "Sweet 16-A-Rooney"       | Andy Fickman | Sylvia Green                           | 24 november 2013     |                          | 3.3                      |
| 10             | "Fa La La La-A-Rooney"    | Andy Fickman | Sylvia Green                           | 1 december 2013      |                          | 3.1                      |
| 11             | "Switch-A-Rooney"         | Andy Fickman | Danielle Hoover och David Monohan      | 17 januari 2014      |                          | 3.2                      |
| 12             | "Dump-A-Rooney"           | Andy Fickman | John D. Beck och Ron Hart              | 26 januari 2014      |                          | 2.6                      |
| 13             | "Move-A-Rooney"           | Andy Fickman | Ernie Bustamante                       | 9 februari 2014      |                          | 2.7                      |
| 14             | "Slump-A-Rooney"          | Andy Fickman | John Peaslee                           | 9 mars 2014          |                          | 2.1                      |
| 15             | "Moms-A-Rooney"           | Andy Fickman | Jenny Keene                            | 16 mars 2014         |                          | 2.4                      |
| 16             | "Shoe-A-Rooney"           | Andy Fickman | William Luke Schreiber                 | 6 april 2014         |                          |                          |
| 17             | "Howl-A-Rooney"           | Andy Fickman | Danielle Hoover och David Monahan      | 13 april 2014        |                          | N/A                      |
| 18             | "Flashback-A-Rooney"      | Andy Fickman | Sylvia Green                           | 4 maj 2014           |                          | N/A                      |
| 19             | "BFF-A-Rooney"            | Andy Fickman | Kali Rocha och Johnathan McClain       | 22 juni 2014         |                          |                          |
| 20             | "Song-A-Rooney"           | Andy Fickman | Daniele Hoover                         | 29 juni 2014         |                          | 2.0                      |
| 21             | "Space-Werewolf-A-Rooney" | Andy Fickman | John D. Beck och Ron Hart              | 27 juli 2014         |                          | N/A                      |

### Säsong 2 (2014–15)
| Avsnitt totalt | Titel                     | Regissör           | Manusförfattare                        | Sändningsdatum i USA | Sändningsdatum i Sverige | Antal tittare (miljoner) |
| -------------- | ------------------------- | ------------------ | -------------------------------------- | -------------------- | ------------------------ | ------------------------ |
| 22             | "Premiere-A-Rooney"       | Shelley Jensen     | John D. Beck och Ron Hart              | 21 september 2014    |                          | 2.0                      |
| 23             | "Pottery-A-Rooney"        | Shelley Jensen     | John Peaslee                           | 28 september 2014    |                          | N/A                      |
| 24             | "Helgaween-A-Rooney"      | Rich Correll       | John D. Beck och Ron Hart              | 5 oktober 2014       |                          | 2.6                      |
| 25             | "Kathy Kan-A-Rooney"      | Linda Mendoza      | Danielle Hoover och David Monahan      | 12 oktober 2014      |                          | 2.3                      |
| 26             | "Match-A-Rooney"          | Rich Correll       | David Tolentino                        | 2 november 2014      |                          | 1.87                     |
| 27             | "Hoops-A-Rooney"          | Rich Correll       | Sylvia Green                           | 23 november 2014     |                          | 2.57                     |
| 28             | "New Year's Eve-A-Rooney" | Victor Gonzalez    | John Peaslee                           | 7 december 2014      |                          | N/A                      |
| 29             | "Bro-Cave-A-Rooney"       | Adam Weissman      | John D. Beck och Ron Hart              | 18 januari 2015      |                          | 2.57                     |
| 30             | "Upcycle-A-Rooney"        | Chris Poulos       | Linda Mathious och Heather MacGillvray | 25 januari 2015      |                          | 2.52                     |
| 31             | "Rate-A-Rooney"           | Adam Weissman      | Jennifer Keene                         | 8 februari 2015      |                          | 2.17                     |
| 32             | "Detention-A-Rooney"      | Jody Margolin Hahn | John Peaslee                           | 15 februari 2015     |                          | 2.53                     |
| 33             | "Muffler-A-Rooney"        | Victor Gonzalez    | Sylvia Green                           | 1 mars 2015          |                          | 2.02                     |
| 34             | "Gift-A-Rooney"           | Adam Weissman      | Kriss Turner Tower                     | 8 mars 2015          |                          | 2.02                     |
| 35             | "Neighbors-A-Rooney"      | Johnathan McClain  | Kali Rocha                             | 26 mars 2015         |                          | 1.72                     |
| 36             | "Repeat-A-Rooney"         | Benjamin King      | Marc C. Secada                         | 9 april 2015         |                          | 1.64                     |
| 37             | "Cook-A-Rooney"           | Andy Fickman       | Danielle Hoover och David Monahan      | 12 april 2015        |                          | 2.09                     |
| 38             | "Prom-A-Rooney"           | Shannon Flynn      | Heather MacGillvray och Linda Mathious | 19 april 2015        |                          | 2.18                     |
| 39             | "Flugelball-A-Rooney"     | Adam Weissman      | David Talentino                        | 3 maj 2015           |                          | 2.04                     |